# Struverite
La struverite è una varietà di rutilo ricca di tantalio. Fu descritta come specie a sé stante nel 1907 ed il nome è stato dato in onore del mineralogista italiano Giovanni Struver (1842-1915) per poi essere disconosciuta dall'IMA nel 2006.